# Sándor Jolán
Sándor Jolán (1951. augusztus 8. – 2024. április 27.) magyar színésznő, rendező.

## Pályafutása
Pilisvörösvári bányászcsalád sarja. Nagyanyja egyik vezetője volt az 1928-as pilisvörösvári bányászsztrájknak, tagja volt a Bethlen István miniszterelnökkel tárgyaló küldöttségnek. Édesapja megjárta Rákosi börtönét.
A színészmesterséget a Budapesti Gyermekszínház Stúdiójában tanulta. 1979-ben a győri Kisfaludy Színház, 1983-tól a Népszínház tagja. Egyik legnagyobb sikerét Róza néni szerepében aratta Lengyel Menyhért azonos című darabjában. A Népszínház megszűnése után, 1993-tól a Nemzeti Színházban játszott, mint vendég.
2001-ben költözött Pilisvörösvárra, ahol megalakította a Moór Anna Amatőr Színjátszó Kört. A műkedvelő társulat bemutatóit ő rendezte.
Férje Szép Zsolt, a Magyar Színház (régi Nemzeti) ügyelője, fia, Szép Domán színész.
2024. április 27-én hunyt el.

## Emlékezetesebb szerepei
- Nelly (Barta L.: Szerelem)
- Suhajdáné (Móricz Zs.: Úri muri)
- Gimbletta (Hervé: Nebáncsvirág)
- Fermina (Leigh–Wasserman: La Mancha lovagja).
- Róza néni (Lengyel M.: Róza néni)

## Rendezései
- 2008. Szigligeti Ede: Liliomfi
- 2009. Hunyadi Sándor: Lovagias ügy
- 2009. Vereczkey Zoltán: A legényke és a csodaág
- 2010. Wassermann – Leight – Darion: La Mancha lovagja
- 2014. A lusta kisrigó

## Színészi méltatása
„Sándor Jolánra, aki néhány éve Győrből szerződött a Népszínházba, eddig nyilván kevesebben figyeltek fel, mint érdemelte volna. Vérbő, életes, sziporkázó humorú, csupa líra, csupa báj alakítás. Ritka telitalálat: elsöprő erejű természetesség. Csípőre tett kézzel, kültelki hanghordozással, ordenáré szöveggel hamisítatlan színpadi varázslatba von bennünket: kacagunk és könnyezünk, mintha a legmegindítóbb mesét látnánk. Sándor Jolán nemcsak azt bizonyítja be, hogy ennek a Rózának minden közönségessége ellenére áldott jó szíve van, hanem azt is, hogy olyan színésszel van dolgunk, aki méltó más hasonló szerepekre is. Szerencsés pillanat, mindketten jól vizsgáztak: a technikás író és az ismeretlen színész. Megérdemelték a találkozást.”

## Film és sorozatszerepei
- Barátok közt (1999) – Anna
- Legyetek szeretettel (2023) – templomi néne

## Kritikák
- Pályi András: Színházi előadások Budapesten. In: Jelenkor 1986. július-augusztus: http://www.jelenkor.net/userfiles/archivum/1986-7-8.pdf
- Liliomfi: https://pilisvorosvar.hu/aktualis/vorosvari-ujsag/449-2008-augusztus
- Lovagias ügy: https://pilisvorosvar.hu/aktualis/vorosvari-ujsag/440-2009-augusztus
- A legényke és a csodaág: https://pilisvorosvar.hu/aktualis/vorosvari-ujsag/438-2009-junius
- La Mancha lovagja: https://pilisvorosvar.hu/aktualis/vorosvari-ujsag/461-2010-augusztus